# Saint-Ambroise-de-Kildare
Saint-Ambroise-de-Kildare är en kommun och tätort (centre de population) i provinsen Québec i Kanada. Den ligger i regionen Lanaudière, i den sydöstra delen av landet, 180 km öster om huvudstaden Ottawa. Antalet invånare vid folkräkningen 2021 var 4 090 i kommunen och 1 883 i tätorten. Landarean är 68 kvadratkilometer.